# Frantz Philippe
Frantz Philippe (18 de julio de 1968) es un deportista francés que compitió en esgrima, especialista en la modalidad de espada.
Ganó una medalla de plata en el Campeonato Mundial de Esgrima de 1998 y tres medallas en el Campeonato Europeo de Esgrima entre los años 1998 y 2001.

## Palmarés internacional
| Campeonato Mundial | Campeonato Mundial        | Campeonato Mundial | Campeonato Mundial |
| Año                | Lugar                     | Medalla            | Prueba             |
| ------------------ | ------------------------- | ------------------ | ------------------ |
| 1998               | La Chaux-de-Fonds (Suiza) | Medalla de plata   | Espada por equipos |
| Campeonato Europeo |                           |                    |                    |
| Año                | Lugar                     | Medalla            | Prueba             |
| 1998               | Plovdiv (Bulgaria)        | Medalla de plata   | Espada por equipos |
| 2000               | Funchal (Portugal)        | Medalla de oro     | Espada por equipos |
| 2001               | Coblenza (Alemania)       | Medalla de bronce  | Espada por equipos |